# Кавалерово (аэропорт)
Кавале́рово (ИАТА: KVR, ИКАО: UHWK) — аэропорт местного значения в посёлке городского типа Кавалерово Приморского края России. Расположен в западной части посёлка, вплотную к автодороге 05Н-100. Регулярное авиасообщение с Владивостоком и Хабаровском. Также обслуживает райцентры Ольга и Дальнегорск, аэропорты которых были закрыты в 1990-е годы.

## История
Посадочную площадку в Кавалерово начали строить в 1941 г для ВВС Тихоокеанского флота и сдали в эксплуатацию в 1943 г.. Для организации перевозки оловянной руды с 1 ноября 1943 года на данном аэродроме было организовано базирование легких самолетов У-2 (По-2) ГВФ. На этих самолетах руду перевозили на аэродром "Варфоломеевка". С этого населенного пункта руда доставлялась по железной дороге дальше. В условиях военного времени страна остро нуждалась в  олове, свинце и цинке. Поэтому таким же образом руду перевозили и из "Тетюхе". Посадочная площадка в Тетюхе была открыта в 1938 г. в районе Горбуши. На этом месте она просуществовала до начала 50-х годов. Вначале из Тетюхе самолеты с грузом руды летали по трассе через Сидатун - Картун до Имана. Но с 1943 г. грузовые рейсы стали выполнять до Варфоломеевки, что было ближе. Поскольку в этот период нормального наземного пути до ближайшей станции (Варфоломеевки), пригодного для движения автотранспорта, не было, подобные рейсы выполнялись и позже 1945 г,  В послевоенный период на линии Владивосток - Варфоломеевка - Кавалерово и Владивосток - бухта Ольга (до декабря 1953 г садились на площадке в с.Ветка) - Кавалерово стали летать почтовые самолеты, сначала По-2, а с 1956 г. - Як-12. Первый рейс на Ан-2 был выполнен в 1957 г., когда за один рейс из Кавалерово вывезли сразу 7 пассажиров. Тогда это было не обычо, поскольку загрузка редко превышала 3-4 человека. Но уже с конца 1957 г рейсы на Ан-2, наряду с Як-12, стали регулярными. В 1963 году был построен аэровокзал. Самолёты садились на взлётно-посадочную полосу с грунтовым покрытием длиной 700 и шириной 60 метров.
В 1973 году проведена реконструкция аэропорта. Построена асфальтовая ВПП 1300 на 40 метров, оборудованная светосигнальной системой, автоматическим радиопеленгатором, дальним и ближним приводами, обзорным локатором. Появились гараж, грузовой склад, мастерская, новый КДП, радиоцентр. Возле автотрассы построен перрон на 6 стоянок. После реконструкции аэропорт получил возможность принимать самолёты Як-40. Регулярные пассажирские рейсы во Владивосток, выполняемые на Як-40 Владивостокским авиаотрядом, начались 2 января 1977 года. Билет стоил 12 рублей. Ежедневно выполнялось 4 рейса, а в летнее время — 6. В 1978 году открыто авиасообщение с Хабаровском (2 рейса в день).
В 1990-е годы, в связи с резким падением спроса, количество рейсов сильно сократилось. Пассажирские рейсы на Ан-2 были прекращены в 1995 году, дотируемые рейсы из Владивостока на Як-40 выполнялись 1—2 раза в неделю до декабря 2012 года.
В 2015 году социально-значимое авиасообщение с Владивостоком и Хабаровском было возобновлено на самолётах DHC-6 авиакомпании «Аврора». В 2016 был проведён капитальный ремонт аэровокзала. Появились зал ожидания, комната матери и ребёнка, буфет, медпункт и переговорный зал. Были проведены текущий ремонт перрона и полосы, сертификация комплекса ГСМ, восстановлено ограждение аэродрома, благоустроена прилегающая территория. С 2015 года в аэропорту базируется санитарный вертолёт AS.350. В 2017 году для вертолёта построен ангар, приобретена новая снегоуборочная техника. В 2017 году пассажиропоток составил 10 686 человек. По состоянию на 2018 год, рейсы во Владивосток выполняются ежедневно, 2 раза в неделю выполняются дополнительные рейсы. Рейсы в Хабаровск выполняются 2 раза в неделю.

## Принимаемые типыВС
Як-40, L-410, Ан-38, Ан-28, DHC-6, Ан-2 вертолёты всех типов.

## Авиакомпании и направления
| Авиакомпании | Пункт назначения       |
| ------------ | ---------------------- |
| Аврора       | Владивосток, Хабаровск |

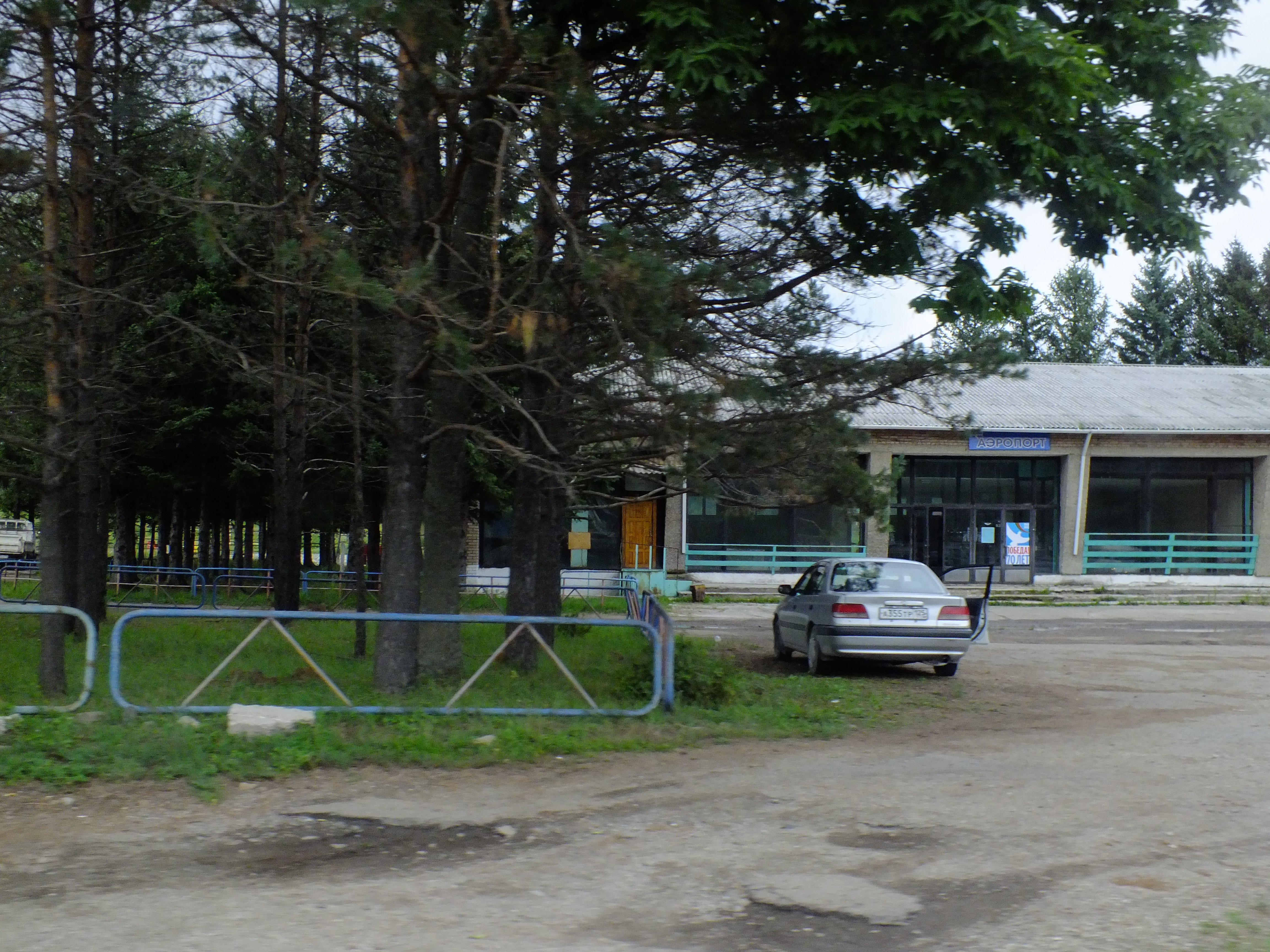
Здание аэропорта до ремонта
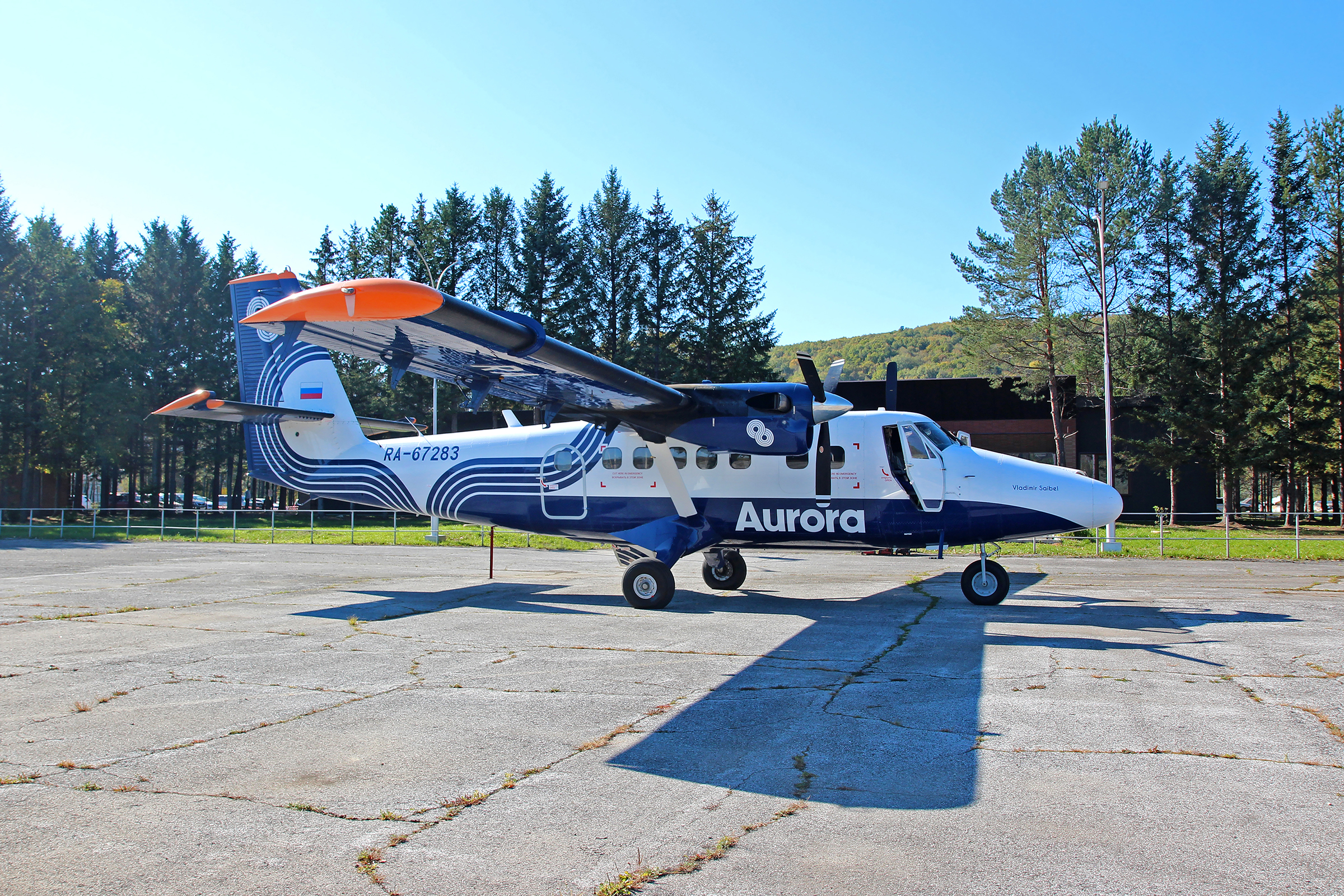
DHC-6 авиакомпании «Аврора»
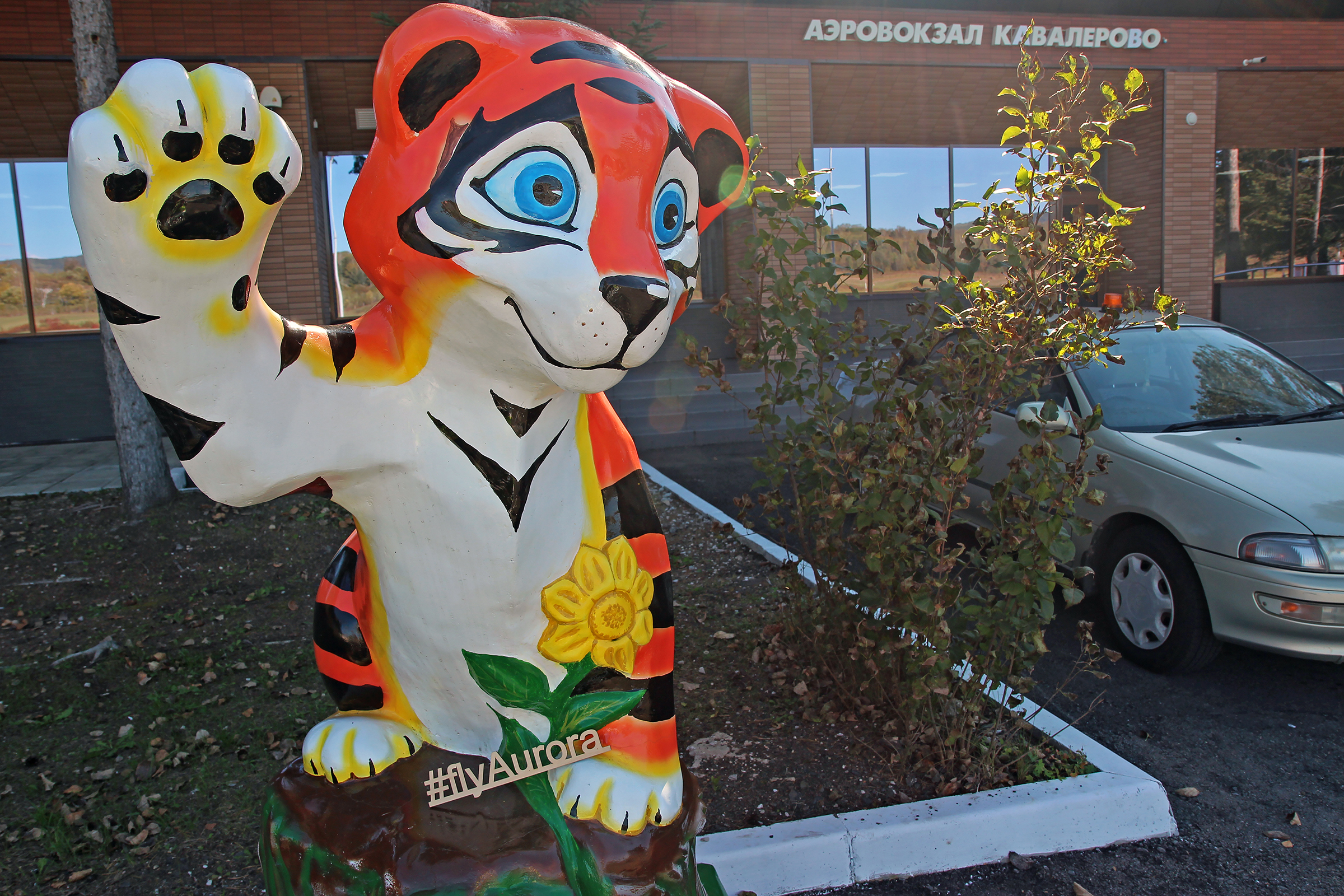
Фигура тигрёнка из м/ф «Тигрёнок на подсолнухе» в стерильной зоне аэропорта
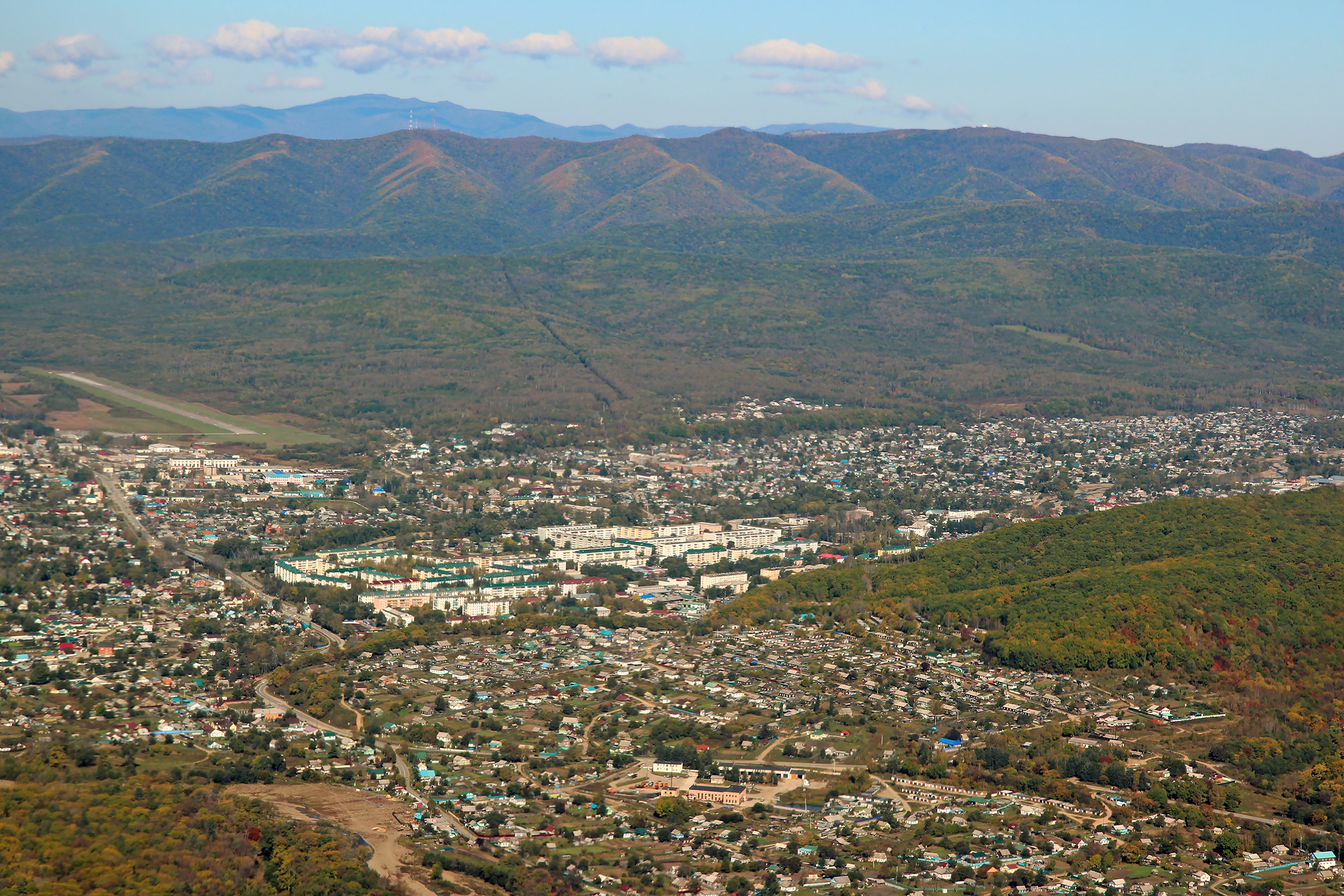
Вид на Кавалерово и аэропорт из самолета при заходе на посадку